# Municipio de Hässleholm
El municipio de Hässleholm (en sueco: Hässleholms kommun) es un municipio de Escania, la provincia más austral de Suecia. Su sede se encuentra en la ciudad de Hässleholm. Limita con los municipios de Markaryd (en la provincia de Kronoberg) al norte, Örkelljunga al noroeste, Osby al noreste, Perstorp y Klippan al oeste, Östra Göinge al este, Kristianstad al sureste, Höörs al suroeste y con Hörby al sur.

## Localidades
Hay 17 áreas urbanas (tätort) en el municipio:
| #  | Localidad    | Población |
| -- | ------------ | --------- |
| 1  | Hässleholm   | 17,730    |
| 2  | Tyringe      | 4,573     |
| 3  | Vinslöv      | 3,865     |
| 4  | Bjärnum      | 2,643     |
| 5  | Sösdala      | 1,785     |
| 6  | Vittsjö      | 1,691     |
| 7  | Hästveda     | 1,682     |
| 8  | Tormestorp   | 1,045     |
| 9  | Stoby        | 736       |
| 10 | Sjörröd      | 672       |
| 11 | Finja        | 553       |
| 12 | Vankiva      | 363       |
| 13 | Ballingslöv  | 321       |
| 14 | Emmaljunga   | 291       |
| 15 | Röke         | 243       |
| 16 | Mala         | 228       |
| 17 | Västra Torup | 210       |

## Ciudades hermanas
Hässleholm está hermanada o tiene tratado de cooperación con:
- Darłowo, Polonia
- Eckernförde, Alemania
- Nykøbing Sjælland, Dinamarca